# The town of greed
The town of greed (Catalaans: El poble de l'avarícia) is een tragikomische kameropera geschreven door de Catalaans-Amerikaanse componist Leonardo Balada. Hij schreef het als een vervolg op zijn (ook kameropera) Hangman, hangman!. Het libretto is van de componist zelf naar een verhaal van Akram Midani en ook weer de componist zelf.

## Libretto
Johnny werd tijdens het slot van de vorige opera gespaard. Hij zou opgehangen worden maar werd gered door een Ierse zakenman. Johnny zet daarop zelf in op geld en probeert een zakenimperium op te zetten. Een monopolie op energie is in de maak, zodat de gehele wereld afhankelijk is van Johnny. Zijn moeder en vader komen ook weer op het toneel; beiden zijn volledig verslaafd aan de consumentisme, de een kan niet zonder creditcard, de andere niet zonder drank en sigaretten. Ook zij zijn volledig afhankelijk van de ex-cowboy. Johnny verkoopt zijn producten via seks. Bij bijna alle handeltjes schakelt hij zijn sexy vrouw in, die de mannen moet inpalmen. Alles wat goed is voor zijn stadje, is goed voor de Verenigde Staten en goed voor de wereld. Dat verandert als de sheriff en beul uit de vorige opera weer ten tonele komen. De stad is failliet en Johnny eens held wordt nu de zondebok. Johnny probeert dat af te wimpelen door een oorlog voor te stellen, maar dat wordt weggewimpeld. Het stadje is het er weer over eens, Johnny moet hangen. In tegenstelling tot de vorige opera komen zijn moeder en vader nu wel voor hem op, de rest van de mensheid laat het afweten, hoezeer de stedelingen hem ook nog bewonderen. Johnny wordt echter plotseling doorgeschoten. De stedelingen bewaren hem echter in bewondering in een toestand van cryonisme in afwachting van betere tijden.
De première vond plaats in het Teatro de la Zarzuela op 21 september 2007 met vervolguitvoeringen op 23, 26, 28 en 30 september. De uitvoeringen werden gecombineerd met uitvoeringen van Hangman, hangman!
Balada schreef deze opera voor een kleine bezetting:
- solisten, koor
- klarinet, fagot, trompet, trombone
- piano
- viool, contrabas